# Prangos ferulacea
Il basilisco comune (Prangos ferulacea (L.) Lindl., 1825) è una pianta erbacea perenne della famiglia delle Apiacee, presente nel bacino del Mediterraneo.

## Descrizione

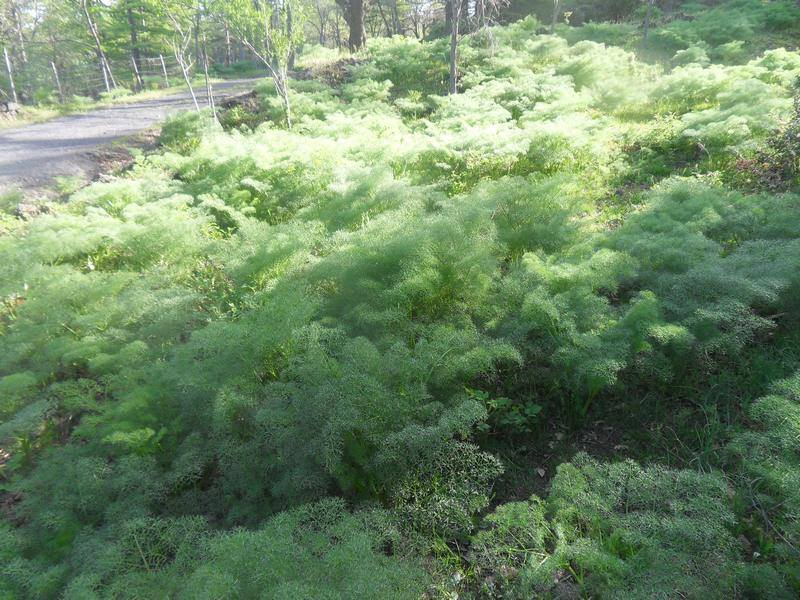

Pianta erbacea alta 50–150 cm, da glabra a papillosa.

Foglie basali lunghe 60–80 cm, con lobi  lineari-filiformi, 5-35 x 0,5-1,5 mm.

ombrelle fruttifere con 7-15(20) raggi. Fiori gialli, glabri. 

Frutti ellissoidi o globosi, 12-25 x 10–15 mm, carpelli assenti o più di 3 mm.

Fruttifica tra maggio e luglio tra le rocce, tra 600 e 2500 m di altitudine.